# Nomia carinata
Nomia carinata är en biart som beskrevs av Smith 1875. Nomia carinata ingår i släktet Nomia och familjen vägbin. Inga underarter finns listade i Catalogue of Life.